# Zofia Romanowiczowa

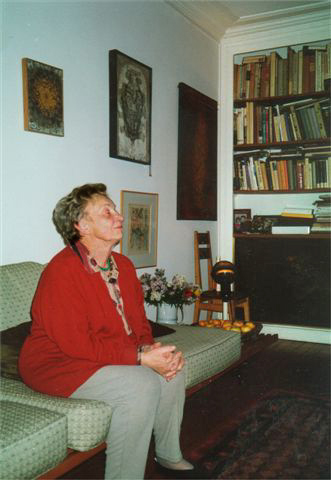
Zofia Romanowiczowa - Parijs, september 1998

Zofia Romanowiczowa, geb. Zofia Górska, (Radom, 18 oktober 1922 - Lailly-en-Val (Frankrijk), 28 maart 2010) was een Pools schrijfster en vertaalster.
Romanowiczowa was tijdens de Tweede Wereldoorlog lid van het Poolse verzet (Armia Krajowa). In 1941 werd ze door de Gestapo gearresteerd en eerst gevangengehouden in Kielce en Pińczów, waarna ze in 1942 werd opgesloten in het concentratiekamp Ravensbrück en vervolgens in Neu-Rohlau, waar ze in de porseleinindustie moest werken.
Na de oorlog verhuisde ze eerst naar Italië, waar ze in Porto San Giorgio doorging met studeren. In Parijs werd ze een actief promotor van de Poolse culturele activiteiten aldaar. Zij was onder meer betrokken bij het tijdschrift Kultura en de boekhandel Libella.
In 1964 ontving Romanowiczowa de Kościelski-prijs. In 1976 was zij een van de ondertekenaars van het "Memorandum van 59", bij wijze van protest tegen wijzigingen ten nadele van de mensenrechten in de Poolse grondwet.